# استدلال آماری در علوم رفتاری
استدلال آماری در علوم رفتاری کتابی از ریچارد شیولسون با ترجمهٔ علیرضا کیامنش است که در سال ۱۳۶۷ منتشر و در مراسم کتاب سال جمهوری اسلامی ایران به‌عنوان کتاب برگزیده معرفی شد.